# Аркадіуш Олех
Аркадіуш Каміль Олех (нар. 1973) — польський астроном, спеціаліст з зоряної астрофізики та малих тіл, один з творців Польської болідної мережі.

## Біографія
Народився 4 грудня 1973 року в Гданську. Стипендіат Національного дитячого фонду. Випускник I загальноосвітнього ліцею імені Миколая Коперника в Гданську (1988—1992). У 1997 році закінчив Варшавський університет за спеціальністю астрономія. У 2001 році здобув ступінь доктора філософії з астрофізики, у 2009 році зробив габілітацію, у 2020 році — здобув звання професора. Працює в Астрономічному центрі імені Миколая Коперника Польської академії наук у Варшаві. Досліджує здебільшого зоряну астрофізику та питання, пов'язані з малими тілами Сонячної системи. Керівник трьох дисертацій докторів філософії.
У 1993—2001 роках він був президентом Лабораторії комет і метеорів і головним редактором журналу Cyrqlarz, який видавала лабораторія. У 2004 році він був одним з ініціаторів створення Польської болідної мережі. Співзасновник і головний редактор порталу Optyczne.pl.

## Нагороди
- У 1996 році Аркадіуш Олех отримав стипендію імені Томаша Хлебовського[pl] для видатних студентів астрономії.
- У 2000—2001 роках був стипендіатом Фундації польської науки[pl].
- У 2003 році — нагорода ІІІ відділу Польської академії наук імені Стефана Пеньковський[pl] за серію робіт, присвячених зорям типу RR Ліри в кулястих скупченнях.
- У 2006 році став лауреатом конкурсу «Золотий розум — майстер популяризації знань»[pl], організованого президентом Польської академії наук для молодих вчених, які відзначилися своєю науково-популярною діяльністю.

## Вибрані наукові публікації
- 2015, PF131010 Ciechanów fireball: the body possibly related to near earth asteroids 2010 TB54 and 2010 SX11, MNRAS, 454, 2965, Arkadiusz Kamil Olech, Przemysław Żołądek, Mariusz Wiśniewski, Regina Rudawska, Janusz Laskowski, Krzysztof Polakowski, Maciej Maciejewski, Tomasz Krzyżanowski, Tomasz Fajfer, Zbigniew Tymiński
- 2013, PF191012 Myszyniec — highest Orionid meteor ever recorded, Astronomy & Astrophysics, 557, A58, Arkadiusz Kamil Olech, Przemysław Żołądek, Mariusz Wiśniewski, Karol Fietkiewicz, Maciej Maciejewski, Zbigniew Tymiński, Tomasz Krzyżanowski, Mirosław Krasnowski, Maciej Kwinta, Maciej Myszkiewicz, Krzysztof Polakowski, Paweł Zaręba
- 2009, CURious Variables Experiment (CURVE): CCD photometry of active dwarf nova DI Ursae Majoris, AA, 497, 437R, Arkadiusz Kamil Olech, Artur Rutkowski, Mariusz Wiśniewski, Paweł Pietrukowicz, J. Pala, Radosław Poleski
- 2009, Double Mode RR Lyrae Stars in Omega Centauri, AA, 494, L17, 2009, Arkadiusz Kamil Olech, Paweł Aleksander Moskalik,
- 2008, Curious Variables Experiment (CURVE). RZ LMi — the Most Active SU UMa star, Acta Astronomica, 58, 131—152, Arkadiusz Kamil Olech, Wiśniewski M., Złoczewski K., Cook L. M., Mularczyk K., Kędzierski P.
- 2008, Multiperiodic RR Lyrae Stars in Omega Centauri, Comm. Asteroseismology, 157, 345, 2008, Arkadiusz Kamil Olech, Paweł Aleksander Moskalik,
- 2007, Variable stars in the field of the old open cluster Mellote 66, MNRAS, 2007, 8, Arkadiusz Kamil Olech, Złoczewski K., Kałużny J., Krzemiński W., Thompson I. B.
- 2006, Curious Variables Experiment. CCD Photometry and Variable Stars in the Field of Open CLuster NGC 637, Acta Astronomica, 56, 2006, 10, Arkadiusz Kamil Olech, Pietrukowicz P., Wiśniewski M., Kędzierski P., Mularczyk K., Złoczewski K., Starczewski S., Szaruga K.
- 2006, Curious Variables Experiment. Variable properties of the dwarf nova SS UMi, AA, 452, 2006, 11, Arkadiusz Kamil Olech, Mularczyk K., Kędzierski P., Złoczewski K., Wiśniewski M., Szaruga K.
- 2006, The Curious Variables Experiment (CURVE). Variable properties of the dwarf nova SS Ursae Minoris, Astronomy; Astrophysics, 452, 933, Arkadiusz Kamil Olech, Mularczyk K., Kędzierski P., Złoczewski K., Wiśniewski M., Szaruga K.
- 2005, Cluster AgeS Experiment. SX Phe stars from the globular cluster Omega Centauri, MNRAS, 363, Wielka Brytania, 2005, 9, Arkadiusz Kamil Olech, Dziembowski W. A., Pamyathykh A. A., Kałużny J., Pych W., Schwarzenberg-Czerny A., Thompson I.B.
- 2005, Curious Variables Experiment. CCD Photometry of Dwarf Nova V660 Herculis, Acta Astronomica, 55, 2005, 11, Arkadiusz Kamil Olech, Złoczewski K., Cook L. M., Mularczyk K., Kędzierski P., Wiśniewski M.
- 2004, Curious Variables Experiment. TT Bootis — Superhump Period Change Pattern Confirmed, Acta Astronomica, 54, 2004, 12, Arkadiusz Kamil Olech, Cook L. M., Złoczewski K., Mularczyk K., Kędzierski P., Udalski A., Wiśniewski M.
- 2004, Curious Variables Experiment (CURVE). IX Dra — a Clue for Understanding Evolution of Cataclysmic Variable Stars, Acta Astronomica, 54, 57, Arkadiusz Kamil Olech, Złoczewski K., Mularczyk K., Kędzierski P., Wiśniewski M., Stachowski G.